# Ray Nicholson
Ray Nicholson (Los Angeles, 20 febbraio 1992) è un attore statunitense.

## Biografia
Ray Nicholson è nato il 20 febbraio 1992 a Los Angeles, è figlio dell’attore Jack Nicholson e dell’attrice Rebecca Broussard., si appassiona alla recitazione dopo essere apparso in diverse produzioni.

### Carriera
Ha iniziato la sua carriera di attore recitando in diversi film come Gli scaldapanchina, The Outsider (diretto da Martin Zandvliet e distribuito da Netflix), Una donna promettente, Licorice Pizza e Love You Forever. 
Nel 2024 ha ottenuto il ruolo di Paul Hudson nel film horror Smile 2, scritto e diretto da Parker Finn.

## Filmografia

### Cinema
- Gli scaldapanchina  (The Benchwarmers), regia di Dennis Dugan (2006)
- The Outsider, regia di Martin Zandvliet (2018)
- Now Is Everything, regia di Valentina De Amicis e Riccardo Federico Spinotti (2019)
- Una donna promettente (Promising Young Woman), regia di Emerald Fennell (2020)
- Where Are You, regia di Valentina De Amicis e Riccardo Federico Spinotti (2021)[3]
- Licorice Pizza, regia di Paul Thomas Anderson (2021)
- Un regalo da Tiffany (Somethings from Tiffany's), regia di Daryl Wein (2022)
- Il fuoco del peccato  (Out of the Blue), regia di Neil LaBute (2022)
- Gonzo Girl, regia di Patricia Arquette (2023)
- Fear the Night, regia di Neil LaBute (2023)
- I Love You Forever, regia di Elisa Kalani (2024)
- Smile 2, regia di Parker Finn (2024)[4]
- Mr. Morfina (Novocaine), regia di Dan Berk e Robert Olsen (2025)

### Cortometraggi
- On Killer Robots, regia di Lorraine Nicholson (2018)
- The Big Break, regia di Gil Freston (2018)
- Connective Tissue, regia di Oliver Bernsen (2020)
- Michelle Remembers, regia di Alex Lill (2022)

### Televisione
- R.I.P. – serie TV, 1 episodio (2015)
- Mayans M.C. – serie TV, 4 episodi (2018-2019)
- Panic – serie TV, 10 episodi (2021)

## Doppiatori italiani
Nelle versioni in italiano delle opere in cui ha recitato, Ray Nicholson è stato doppiato da:
- Alberto Franco in Una donna promettente
- Manuel Meli in Mr. Morfina